# Mineo Katō
Mineo Katō (加藤峰男?, Katō Mineo; Tokyo, 27 marzo 1934) è un pallanuotista giapponese.
Ha partecipato, come membro del Giappone, alle Olimpiadi di Roma 1960 e di Tokyo 1964, partecipando al torneo di pallanuoto.
Ha vinto 2 ori ai Giochi asiatici del 1958 e del 1962.